# Italia Independent
Italia independent est une marque de prêt-à-porter de luxe. Créée en 2007 par Lapo Elkann, Andrea Tessitore et Giovanni Accongiagioco. La société est entièrement détenue par Italia Independent Group.
L'entreprise a fait ses débuts dans la Bourse italienne en 2013.

## Histoire
Italia Independent lancé le  9 janvier, 2007 pendant la Pitti Uomo .
Le premier projet présenté était l'une des premières lunettes de soleil avec le châssis entièrement fabriqué en fibre de carbone.
La marque est le premier fabricant de lunettes de soleil à utiliser la fibre de carbone pour la production de la mode et le premier à créer la monture de lunettes entièrement en carbone. Au cours des dernières années, ils ont utilisé des technologies innovantes comme la fibre thermosensible et des garnitures de microfibre, pour que la société a reçu un prix du MIT Technology Review. Le comité scientifique italien de l'édition italienne de la revue, dirigée par Romano Prodi, a reconnu I-Thermic et Lux UV des traitements d'excellence pour lunettes. Le premier permet de changer la couleur des lunettes aux températures élevées, alors que la seconde donne aux verres une apparence velouté.

## Le style de la marque
Le style de la marque est inspiré par l'industrie automobile, il a revu la mode avec des innovations en matière de créativité et de matériaux comme le kevlar ou la fibre de carbone.
Il a réinventé le costume trois pièces et le borsalino alliant originalité, dynamisme et créativité, et créé une collection d'objets de décoration design.